# Шишман I
Шишман — болгарский феодал, деспот Видина. Основатель династии Шишмановичей. 
Происходил из половцев. Был женат на неизвестной по имени внучке царя Ивана Асеня II (дочери Анны-Феодоры и севастократора Петра). Отец царя Михаила Шишмана, деспота Белаура и деспотицы Керацы Петрицы.
В конце ХІІІ и начале XIV века Болгарское царство переживало интенсивное внутреннее смятение и агрессии со стороны Золотой Орды и Византии. Болгарские цари не были в состоянии заботиться о своих западных землях. Там сформировались несколько полунезависимых феодальных владений, среди которых было княжество деспота Шишмана. К захвату этих областей стремились Венгерское и Сербское королевства.
Воспользовавшись этим, в 1280 году Шишман объявил себя независимым правителем и царем.

## Война с Сербским королевством

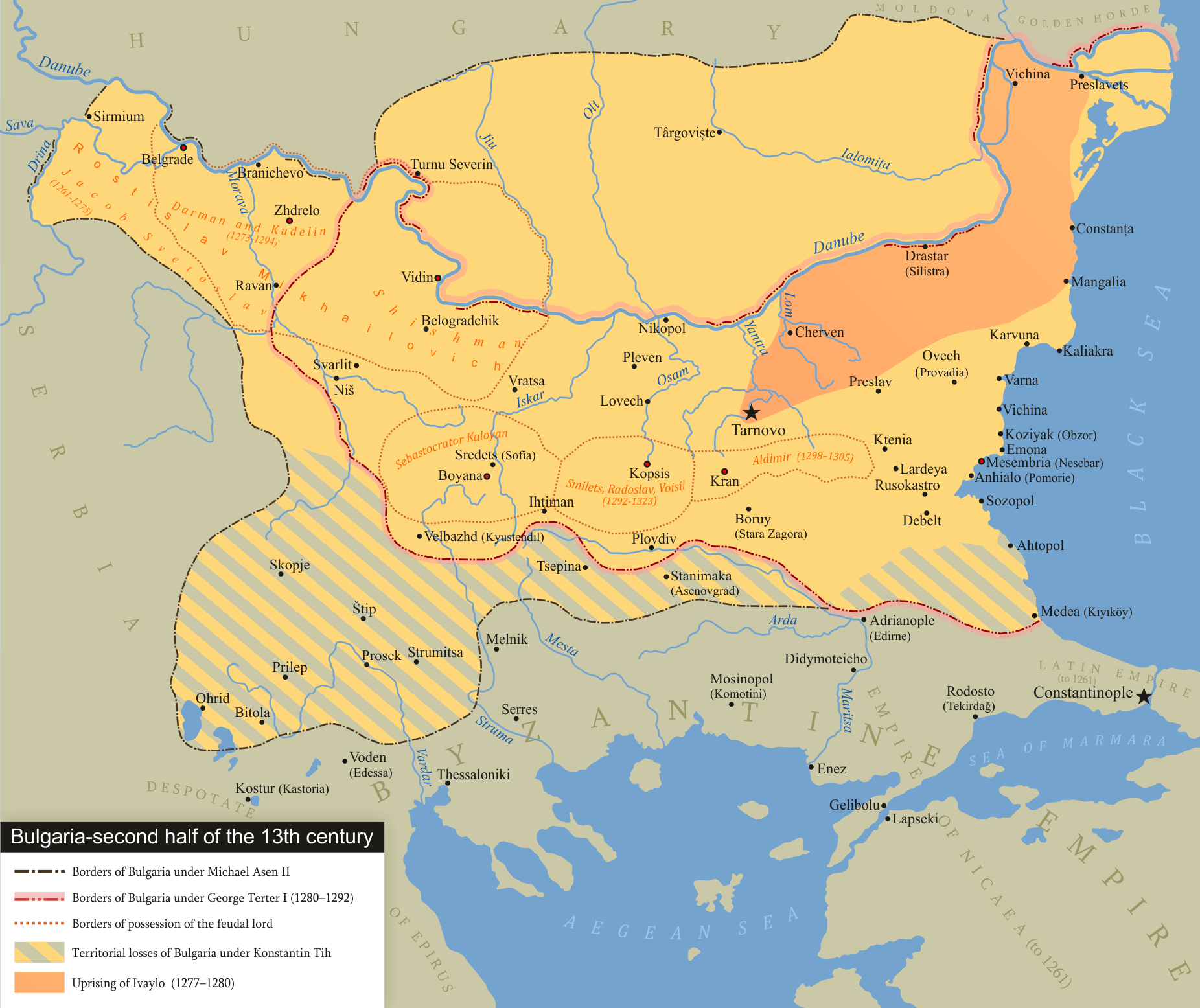
Болгария во второй половине XIII века. Отмечены владения Шишмана

В 1292 году деспот Шишман вторгся со своей армией в земли сербского короля Стефана Милутина в ответ на захват сербами вассальной ему области Браничево (та область считалась болгарской, хотя и находилась под властью половецких бояр Дырмана и Куделина, которые вели независимую от болгарского царя политику). Видинский деспот дошел до Хвостно в области Ипек, а затем направился к Браничеву, где потерпел поражение от сербов. С остатками своей армии он вернулся в свою столицу Видин и спрятался в замке Баба Вида. Стефан Милутин осадил город и взял его, а Шишман сбежал к своему сюзерену Ногаю.
Ногай начал крупномасштабную подготовку для похода против Сербии. Испуганный сербский король послал послов к Ногаю. Он признал себя вассалом Золотой Орды и отправил своего сына Стефана и видных дворян в качестве заложников. Согласился вернуть владения Шишмана и даже добавил сербские земли к ним. В свою очередь Шишман признался вассалом Стефана Милутина и женился на дочери великого жупана Драгаша. Его сын Михаил Шишман обручился с Анной-Недой, дочери Стефана Милутина. Между двумя странами был заключён мир.

## Отношения с тырновскими царями
Каковы были отношения Шишмана с болгарских царей в Тырново неизвестно. Предполагается, что поддерживал с ними мир, поскольку нет информации о ведении войны между его Видинском деспотатом и Тырновском царством.
В то же время своё владение Шишман управлял самовластно. В некоторых исторических источниках его называют царь или король. К примеру в «Синодике царя Борила», памятнике Болгарской патриархии XIII-XIV века, записано: "На благоверния цар Шишман вечна памет" («Благоверному царю Шишману вечную память»).